# El corto verano de la anarquía
El corto verano de la anarquía. Vida y muerte de Buenaventura Durruti (en alemán, Der kurze Sommer der Anarchie. Buenaventura Durrutis Leben und Tod) es una novela histórica del escritor alemán Hans Magnus Enzensberger publicada en 1972.

## Argumento
El libro cuenta la vida y las luchas del anarcosindicalista español Buenaventura Durruti haciendo intervenir decenas de testimonios verídicos, extractos de reportajes, discursos, folletos y Memorias, sin que el autor intervenga en el relato. Se trata, pues, de una novela-collage, coral, hecha de fragmentos donde la Historia aparece como una ficción colectiva.
El título del libro se refiere a la Revolución social española de 1936, durante la cual los trabajadores realizaron y defendieron la autogestión en numerosos sectores industriales y agrícolas durante varios meses entre julio de 1936 y 1937.